# Mieczysław Cieszko
Mieczysław Cieszko (ur. 14 marca 1956 w Białym Borze) – polski inżynier, dr hab. nauk technicznych, profesor uczelni i kierownik Katedry Mechaniki Materiałów Porowatych Wydziału Mechatroniki Uniwersytetu Kazimierza Wielkiego w Bydgoszczy.

## Życiorys
W 1990 obronił pracę doktorską Propagacja zaburzeń o nieskończonej amplitudzie w płynie wypełniającym porowaty ośrodek, 25 maja 2002 habilitował się na podstawie pracy zatytułowanej Mechanika płynu w anizotropowej przestrzeni porów materiałów przepuszczalnych. Zastosowanie przestrzeni Minkowskiego. Pracował w Instytucie Podstawowych Problemów Techniki Polskiej Akademii Nauk.
Piastuje stanowisko profesora uczelni oraz kierownika w Katedrze Mechaniki Materiałów Porowatych na Wydziale Mechatroniki Uniwersytetu Kazimierza Wielkiego w Bydgoszczy.
Był prodziekanem na Wydziale Matematyki, Fizyki i Techniki Uniwersytetu Kazimierza Wielkiego.